# Saccharosydne viridis
Saccharosydne viridis är en insektsart som beskrevs av Frederick Arthur Godfrey Muir 1926. Saccharosydne viridis ingår i släktet Saccharosydne och familjen sporrstritar. Inga underarter finns listade i Catalogue of Life.